# Karolingische renaissance

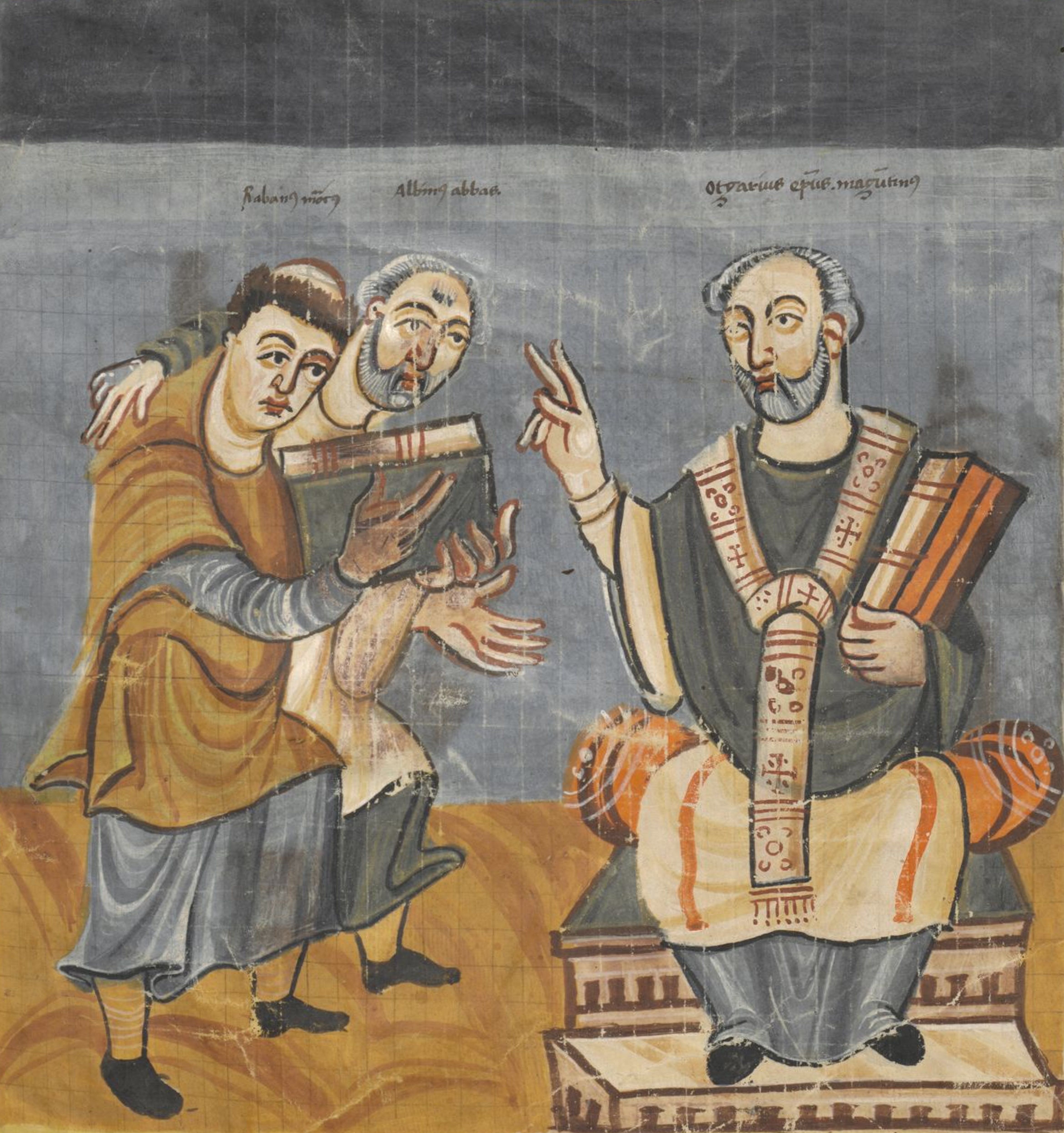
Hrabanus Maurus (links), voorgesteld door Alcuin (midden), draagt zijn werk op aan aartsbisschop Otgar van Mainz (rechts). Liber de laudibus Sanctae Crucis manuscript uit de abdij van Fulda, tussen 831-840.

De Karolingische renaissance was een periode van vernieuwing van de cultuur en het onderwijs, die zich in de achtste en negende eeuw in het West-Europa van de Karolingische keizers manifesteerde. Het initiatief ging vooral uit van het koninklijk hof en werd gesteund door de clerus. Vooral onder Karel de Grote (768-814), Lodewijk de Vrome (814-840) en in mindere mate Karel de Kale (843-877) werd er aanzienlijke vooruitgang geboekt in het niveau van de christelijke scholen. Aan het keizerlijk hof was een aantal invloedrijke geleerden actief, onder wie Alcuin, Eginhard, Hrabanus Maurus, Dungal van Bangor en Johannes Scotus Erigena.
Tijdens de heerschappij van de Karolingen was er een toenemende belangstelling voor de klassieke cultuur. Byzantijnse invloeden, culminerend in het afbeelden van de menselijke figuur, werden versmolten met de Germaanse, grotendeels abstracte ornamentiek. Veel klassieke teksten in het Latijn zijn bewaard gebleven in de vorm van kopieën, die ten tijde van de Karolingen zijn vervaardigd. Dit gebeurde vooral in de scriptoria van kloosterbibliotheken, die in aantal en omvang in de Karolingische tijd sterk toenamen.

## Historiografie
De term Karolingische renaissance werd in de jaren 1830 door de Franse historicus Jean-Jacques Ampère geïntroduceerd om er een culturele opleving gedurende de achtste en negende eeuw mee aan te duiden. De term wil een analogie suggereren met de renaissance in de vijftiende en zestiende eeuw. Dit idee van een Karolingische renaissance ging in tegen de toen dominante visie op de middeleeuwen (vooral op de periode van voor het jaar duizend) als een cultureel retrograde periode, een visie die bijvoorbeeld werd aangehangen door de Franse historicus Jules Michelet.
Pas vanaf de jaren 1920 werd dit door Ampère geïntroduceerde concept een succes. De historica Erna Patzelt, hoogleraar geschiedenis aan de Universiteit van Wenen, versterkte het gebruik van het begrip door in 1924 een van haar boeken de titel Die karolingische Renaissance te geven. In dezelfde jaren 1920 zagen ook theorieën over andere zogenaamde renaissances in de middeleeuwen het levenslicht, de Ottoonse renaissance en de renaissance van de twaalfde eeuw.
De term "Karolingische renaissance" impliceert dat de culturele opleving in het Karolingische rijk vergelijkbaar zou zijn aan die in de renaissance in de vijftiende en de zestiende eeuw. Het gaat daarbij om  aspecten als vernieuwing in de studies, herontdekking van het antieke intellectueel erfgoed en artistieke prestaties. De vergelijking kan echter niet anders dan beperkt zijn. De term renaissance had geen Latijns, contemporain equivalent, om die reden introduceerde men in de 16e eeuw voor de culturele opleving in het Karolingische rijk het woord renovatio.
Het begrip "Karolingische renaissance" was in de naoorlogse periode met name populair bij Angelsaksische historici. Critici hebben zich echter consequent tegen deze term verzet, vooral de Franse historicus Jacques Le Goff was een verklaard tegenstander. Meer recentelijk heeft de Franse mediëvist Pierre Riché de voorkeur uitgesproken om over drie opeenvolgende Karolingische renaissances te spreken, de eerste ten tijde van Karel de Grote ("eerste Karolingische renaissance"), die onder zijn opvolgers ("tweede Karolingische renaissance") en ten slotte die tijdens de Ottoonse periode ("derde Karolingische renaissance"), die hij als een voortzetting van hetzelfde verschijnsel ziet en niet als een onafhankelijke "renovatio".

## Kunsten

### Architectuur

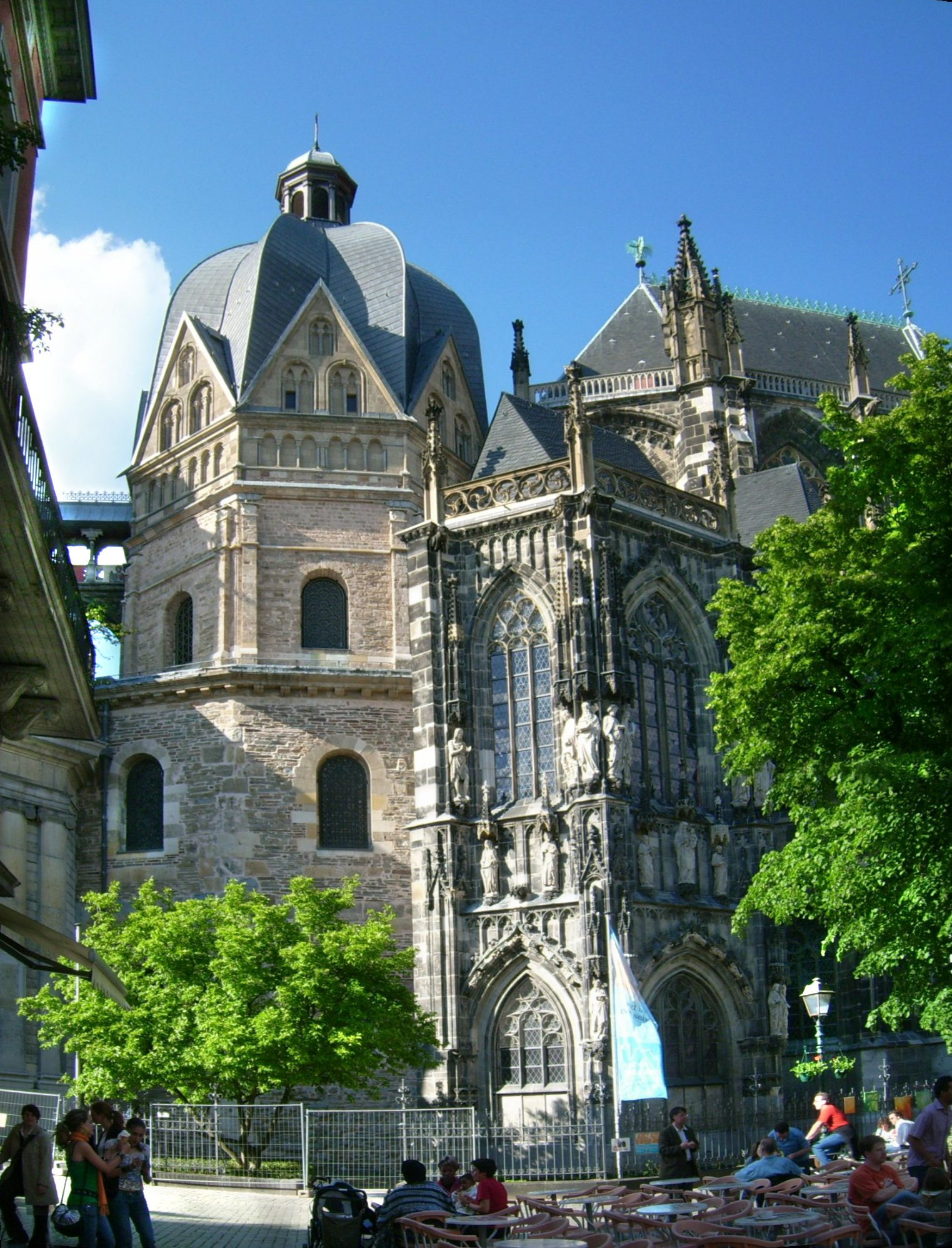
De Paltskapel te Aken

Een belangrijk voorbeeld van Karolingische architectuur uit de Karolingische renaissance is de paltskapel van de Akense koningspalts, nu onderdeel van de Dom van Aken. Het ontwerp van deze kapel is gebaseerd op de San Vitale te Ravenna.

### Edelsmeedkunst
Een van de beste voorbeelden van Karolingische edelsmeedkunst is het gegoten bronzen hek in de Paltskapel te Aken. In Nederland behoren de zilveren sleutel van Sint Servaas in de schatkamer van de Sint-Servaasbasiliek in Maastricht en de ivoren Lebuïnuskelk (oorspronkelijk uit Deventer) in Museum Catharijneconvent in Utrecht tot de topstukken.

### Schilderkunst
De schilderkunst uit deze periode is zo goed als geheel verloren gegaan. Alleen beschrijvingen van wandschilderingen in de palts van Ingelheim zijn bekend.
Nochtans waren er voorheen veel gevallen bekend van versieringen met fresco's. Paulus Diaconus bericht in zijn Historia Langobardorum over de muurschilderijen omstreeks 600 in het paleis van Longobardische vorsten in Monza. Ook vindt men fresco's uit vermoedelijk de 7e of 8e eeuw in de kleine kerk Santa Maria foris portas, een kapel van een Longobardisch kasteel in Castelseprio in Lombardije (een werelderfgoedsite). Er bestaan nog vele muurschilderijen uit de 7e en 8e eeuw in Rome, zoals de fresco's in de Catacombe van Commodilla. De Romeinse kerk Santa Maria Antiqua op het Forum Romanum bevat, naast fresco's met Byzantijnse invloeden, enkele votiefpanelen daterend uit de preromaanse schilderkunst.

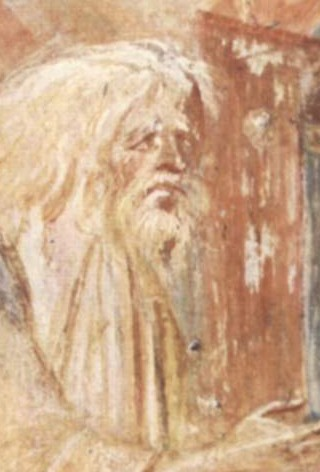
Portret van Simeon in de kapel van Castelseprio
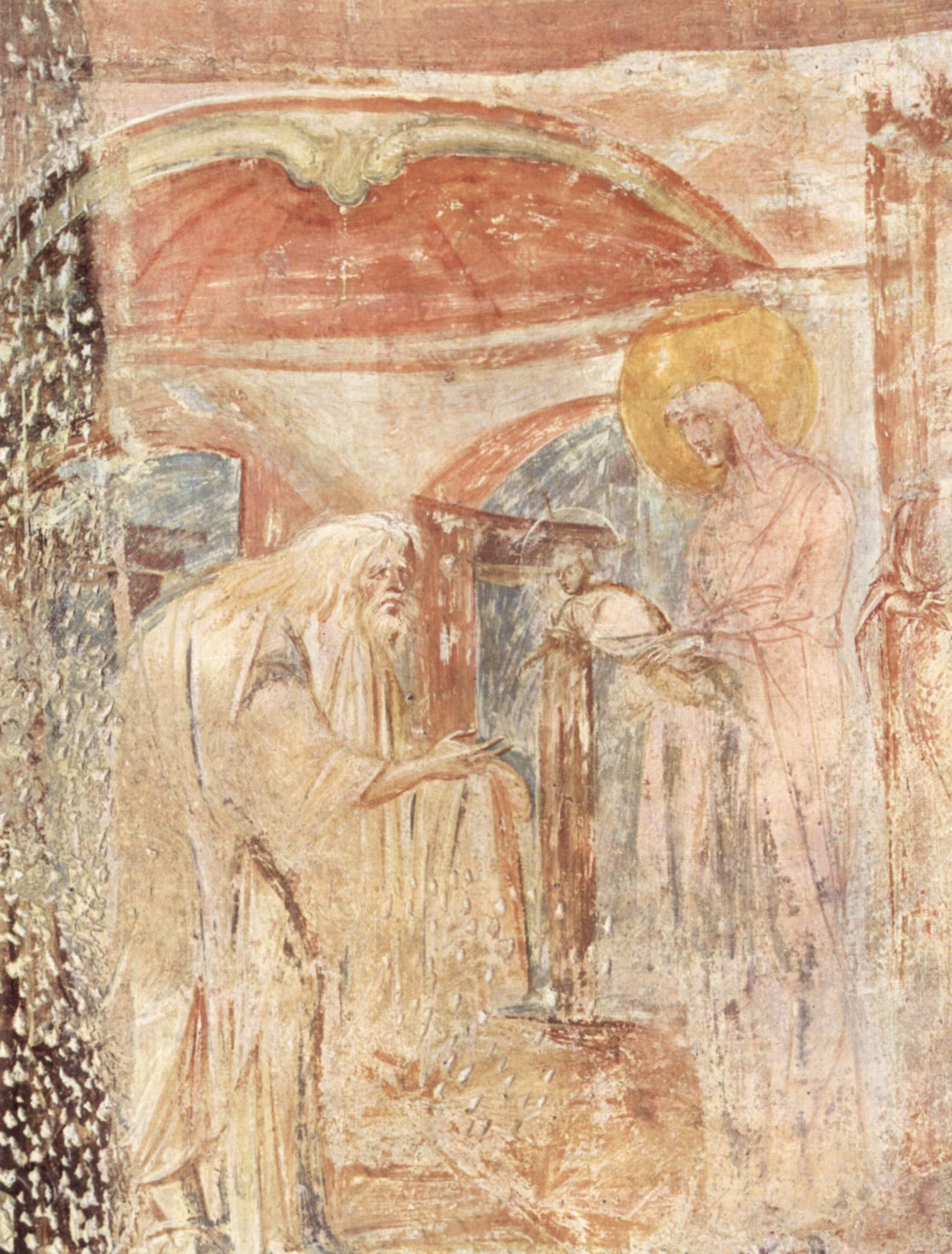
Presentatie van Jezus in de tempel (fresco in Castelseprio)
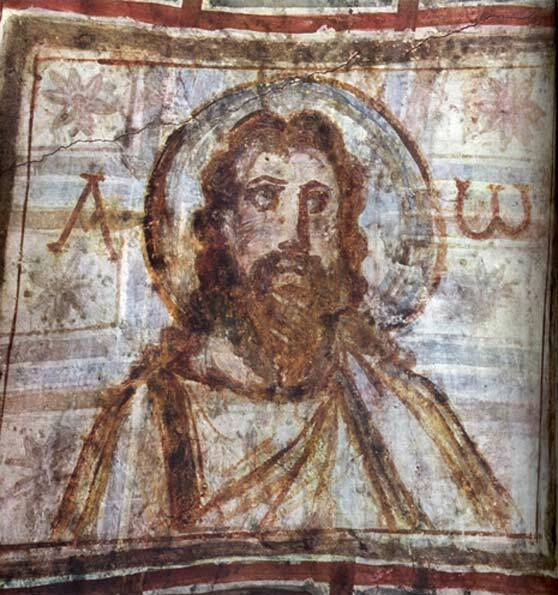
Een der eerste afbeeldingen van Christus met een baard (Catacomben van Commodilla)
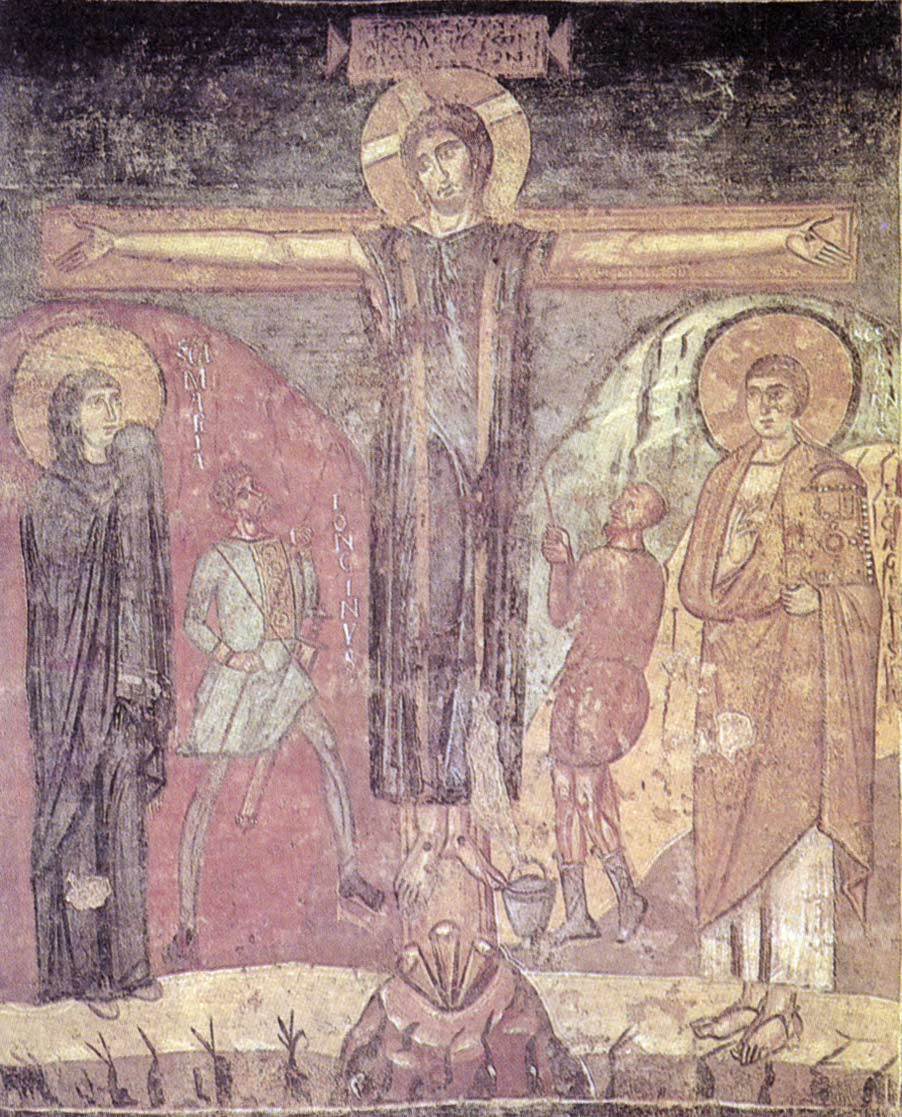
"Kruisiging", fresco (741-752) in de kerk Santa Maria Antique in Rome

### Scriptoria
De verluchtingskunst in de manuscripten is echter van uitzonderlijke kwaliteit. Bekende scriptoria zijn de Ada-Groep met het Ada-evangeliarium van Trier en het Godescalc-evangelistarium uit 781-789, het Rijksevangeliarium van Wenen uit de Schola Palatina van Karel de Grote zelf, met Alcuinus, het evangeliarium van Ebo te Épernay uit de school van Reims, het beroemde Utrechts Psalter en uit de school van Metz het Sacramentarium van Drogo. In 870 werd in de school van Corbie de Codex aureus van St. Emmeram vervaardigd voor Karel de Kale, door de gebroeders Berengarius en Liuthard. Onder abt Vivianus werd een ander evangelarium gemaakt voor Karel de Kale, tussen 844 en 858, in de school van Tours. Uit de school van Sankt Gallen kwam het bekende evangeliarium van Sankt Gallen.

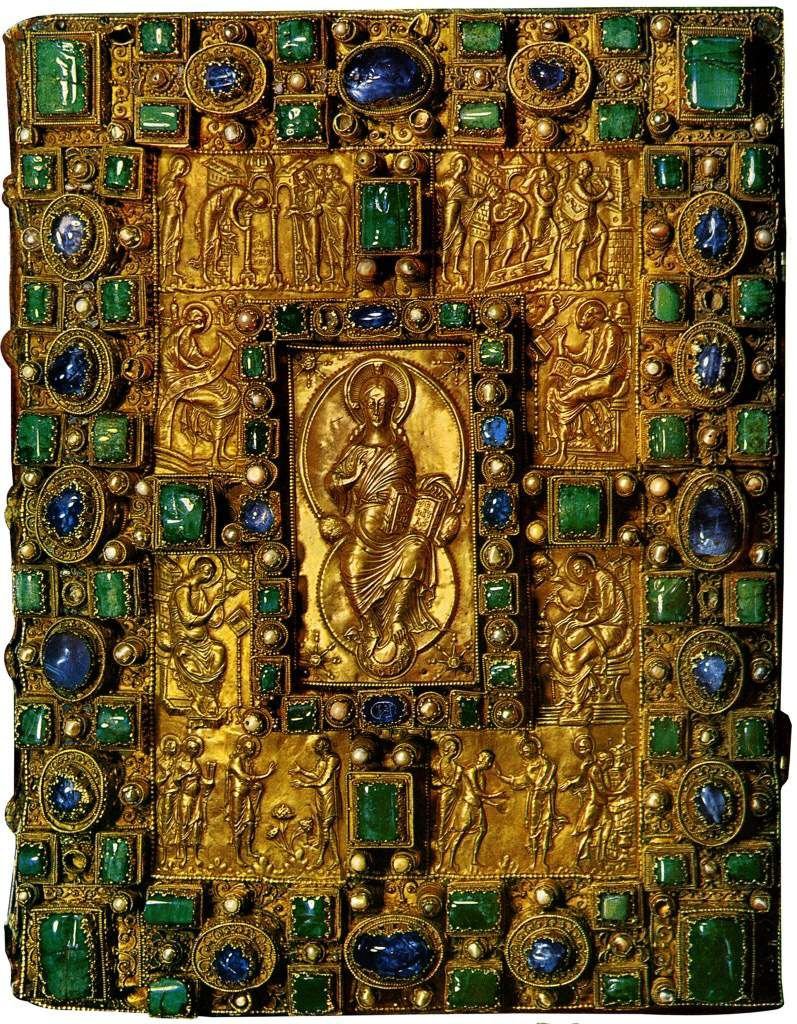
Voorplat van de Codex aureus van St. Emmeram.

## Balans van de Karolingische renaissance

### De redding van het Latijn en de klassieke cultuur
De verworvenheden van de Karolingische renaissance en de rol van Karel de Grote daarin werden reeds door geleerden aan het hof van  Karel de Grote geroemd. Zoals door Alcuin, die in zijn brieven niet naliet Karels culturele en spirituele rol te benadrukken. Maar ook door Heiric van Auxerre die in hem degene zag "die het uitdovend vuur weer deed ontvlammen" en door Lupus van Ferrières voor wie Karel de Grote degene is "die de geleerden bekend moeten maken, teneinde hem voor eeuwig in herinnering te houden". Walahfrid Strabo ziet in Karel de Grote een waar ideaal :

Meer dan andere koningen beijverde Karel zich geleerden te vinden om ze in staat te stellen op hun gemak te filosoferen, en zodoende de uitstraling van de wetenschap - die in deze barbaarse wereld deels onbekend was - te waarborgen, en om het koninkrijk dat hij van God had ontvangen en dat nog immer in mist gehuld, ja bijna blind was, tot een verlicht land te maken waar goddelijk licht tot de ogen zou doordringen.

De rol van Karel de Grote en de Karolingers werd dus duidelijk erkend en gewenst, zoals ook blijkt uit de verklaring van Savonnières in 859. De vorsten van de 9e eeuw zijn eveneens het object van lofprijzingen, vooral Karel de Kale, bijvoorbeeld in de geschriften van Heiric van Auxerre.
Welke historische balans kunnen wij van de Karolingische renaissance opmaken? Allereerst was de onderwijsvernieuwing van groot belang. De onderwijswetgeving die werd geïnitieerd door Karel de Grote en gedurende zijn lange bewind steeds werd bevestigd, en waar ook zijn opvolgers aan vasthielden, heeft een actieve rol gehad in de vermeerdering van het aantal studiecentra in het Westen. Dit was essentieel voor het intellectuele leven gedurende de gehele middeleeuwen in het westen en daarbuiten.
Een ander belangrijk Karolingisch wapenfeit betreft de redding van veel Latijnse antieke teksten, die in de scriptoria werden gekopieerd op initiatief van de Karolingische hofclerus. Onder de belangrijkste bewaard gebleven schrijvers zijn Vergilius, Horatius, Terentius, Quintilianus, Seneca en Cicero. Ondanks deze inspanningen bezitten we momenteel  de (onvolledige) werken van slechts ongeveer 150 Latijnse auteurs, onder 800 overgeleverde schrijversnamen. Wat er nog van het Latijns geschreven erfgoed over is, hebben we, behalve aan Byzantium en de Abbasiden, vooral aan deze Karolingische bezieling te danken. De Karolingische vermenging van klassiek erfgoed met christelijke (vooral monastieke) cultuur, zien we overigens opnieuw optreden bij de humanisten in de zestiende eeuw.
Bovendien heeft de heropleving van de Latijnse taal zelf veel te danken aan de inspanningen van de Karolingers om deze te corrigeren (emendatio). Volgens Michel Banniard stond men op "een terugkeer in geforceerde marsen naar de Latijnse norm dankzij de massale tussenkomst van grammatici (taalgeleerden), die uit heel Europa gekomen waren".
Deze vooruitgang, waarvan ons geen geschreven documenten zijn nagelaten, bestaat alleen in mondelinge vorm, zoals blijkt uit het nieuwe streven om leestekens in manuscripten op te nemen. Over het algemeen werd dit werk in de Latijnse taal door Karels tijdgenoten gevierd. Een hofdichter maakte een vergelijking tussen de militaire moed van de koning en de ijver die hij ten toon spreidde om fouten uit corrupte teksten te laten verwijderen:

Een dappere held, onderwierp hij in zijn oorlogen, de wilden / koning Karel week voor niemand door de reinheid van zijn hart / hij kon niet tegen de fouten die in de boeken gekropen waren / en subliem door zijn ijver corrigeerde hij al deze fouten.

Deze vooruitgang ging ook gepaard met soortgelijke inspanningen op het gebied van de gesproken taal. Karolingische vorsten wilden dat de christelijke teksten in Germaanse of Romaanse talen werden geschreven, dit ten behoeve van aristocraten die geen Latijn kenden. Daarnaast werden de bisschoppen aangemoedigd om hun homilieën te schrijven en hun preken uit te spreken in de volkstaal.

### Vraagtekens bij het concept

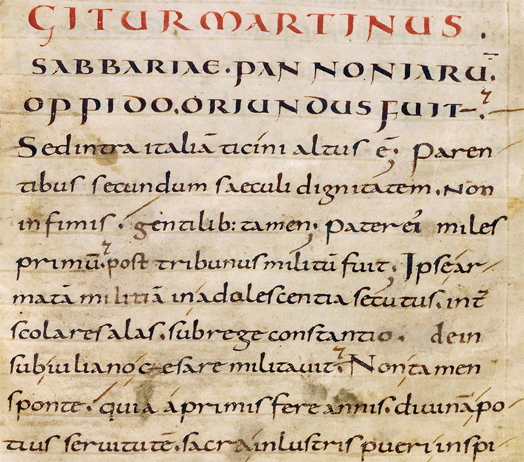
De Karolingische minuskel, een teken van vooruitgang in de scriptoria of een symbool van een elite- en luxecultuur?

De wetenschappelijke balans laat ruimte voor nuancering, vooral door de ernstige mislukking die het gevolg was van het concilie van Aix in 817, kort na de dood van Karel de Grote. De daar genomen beslissingen resulteerden in de sluiting van vooral de kleinere monastieke scholen, met name in de plattelandsgebieden. Jacques Le Goff is onverbiddelijk over dit onderwerp en stelt dat er geen sprake kan zijn geweest van een renaissance en dat Karel de Grote ten onrechte in republikeinse handboeken wordt "gepopulariseerd als beschermer van jonge studenten en voorloper van Jules Ferry". Daarbovenop berust de luister van de manuscripten uit die tijd, gesymboliseerd door de Karolingische minuskel, volgens Le Goff op hun functie als luxeobjecten in plaats van als instrument van studie; ze zijn "meer een economisch dan een spiritueel goed".
Hoewel de visie van een "gesloten economie" sindsdien niet veel meer is aangekaart, worden er ook in de meer recentere geschiedschrijving, zoals door de Franse mediëvist Philippe Depreux, grenzen gesignaleerd bij de culturele vragen.
Andere historici breiden deze bespiegelingen uit tot de Latijnse taal, die onder de Karolingische elite hersteld, nu definitief werd afgesloten van het volk, een werkelijk "drama van de Karolingische renaissance". Dergelijke overwegingen spelen ook heden ten dage nog bij sommige deskundigen over deze periode, zoals Michel Sot, die zich uitsprak "voor een herbeoordeling van de Karolingische renaissance". Pierre Riché tempert deze posities echter; hij voert aan dat dankzij de Karolingers het Latijn eeuwenlang als internationaal communicatiemiddel stond van het Westen, ondanks de gecreëerde kloof tussen geleerde en populaire kringen.